# Joseph Baena
Joseph Baena (Los Angeles, 2 ottobre 1997) è un attore, culturista e modello statunitense.
È il figlio più giovane di Arnold Schwarzenegger, bodybuilder di origine austriaca, attore ed ex governatore repubblicano della California.

## Biografia
Joseph Baena è il figlio biologico di Arnold Schwarzenegger e Mildred Patricia "Patty" Baena. È il figlio legittimo di Rogelio Baena, con il quale sua madre era sposata al momento della sua nascita. È il fratellastro materno di Jackie Rozo e il fratellastro paterno di Katherine, Christina, Patrick e Christopher Schwarzenegger. Il suo fratellastro paterno Christopher è nato 5 giorni prima, il 27 settembre 1997. È di origini austriache e guatemalteche. Arnold Schwarzenegger riconobbe Joseph Baena dopo otto anni dalla sua nascita. La madre, prima di dirgli del bambino, aveva fatto passare otto anni. Arnold Schwarzenegger si assunse le sue responsabilità e, dopo aver acquistato una casa per Joseph e sua madre, si fece carico anche del mantenimento.
Nel 2010, all'età di 13 anni, Joseph Baena apprese che il suo padre biologico era Arnold Schwarzenegger, il giorno dopo la conclusione del mandato di Schwarzenegger come Governatore della California. Nel 2011, la sua nascita ebbe una certa notorietà nei tabloid quando Schwarzenegger ammise pubblicamente di averlo concepito in una relazione extraconiugale con la madre di Baena, che era un'ex collaboratrice domestica mentre era sposato con Maria Shriver. Nonostante fosse il figlio di Schwarzenegger, ha scelto di non usare lo stesso cognome. Alla domanda della giornalista di Good Morning Britain sul perché Joseph Baena non abbia scelto di prendere il cognome del padre, l'attore ha risposto: «Sto cercando di fare le cose da solo, creando la mia carriera con determinazione e con i miei sforzi. Tutto dipende da me. La mia famiglia mi supporta da lontano e lo apprezzo. È importante crescere facendo le cose autonomamente».
A proposito del rapporto con il padre, Joseph Baena racconta: «Mi dà sempre buoni consigli. Alcuni bambini crescono con il desiderio di diventare un pompiere o un astronauta, ma io ho sempre amato la recitazione e ho sempre desiderato fare l'attore. Facciamo e apprezziamo le stesse cose». Il figlio di Schwarzenegger continua: «È stato di grande supporto in tutto ciò che ho scelto di fare. Mi ha sempre detto che la chiave per il successo è il duro lavoro».
Nel 2019 Baena si è laureato in economia alla Pepperdine University di Malibu, in California. Nel marzo 2021 ha iniziato ad allenarsi nel jiu-jitsu brasiliano al Checkmat Northridge. Nel marzo 2022 Joseph Baena è apparso sulla copertina di Men's Health, in cui ha parlato della sua pratica del bodybuilding e del suo rapporto col padre. Ha detto a Men's Health, nella sua ampia intervista, che Arnold gli ha regalato una copia del testo fondamentale sull'argomento, La nuova enciclopedia del moderno bodybuilding (libro che Schwarzenegger diede alle stampe nel 1985), che è stata la guida di riferimento per Joseph nella sua formazione fisica, e che i due si sono anche allenati insieme in varie occasioni. Baena ha definito il regalo "il più grande aiuto che potessi mai ricevere".

### Carriera cinematografica
Il figlio più giovane di Schwarzenegger sta seguendo le orme di suo padre nell'industria cinematografica. Nel 2016 Joseph Baena ha omaggiato il padre ricreando un’iconica scena di Terminator 2 - Il giorno del giudizio nel corto intitolato Bad to the Bone diretto da Ben Hess, in cui interpreta il T-800. Nel 2022 è nel cast del film di fantascienza Chariot ed è uno dei protagonisti di Bully High. Partecipa anche a Encounters e a Lava girato alle Hawaii. Nel 2023 invece è uno dei protagonisti del film d'azione Called to Duty. Nel 2024 Baena è nel cast di Gunner, insieme a Morgan Freeman e Luke Hemsworth. Interpreterà un vice sceriffo di nome Wally. Sarà anche nei cast di Athena Saves Christmas e American Spark.